# Baratto
Il baratto è un'operazione di scambio bilaterale o multilaterale di beni o servizi fra due o più soggetti economici (individui, imprese, enti, governi, ecc.) senza uso di moneta.
Nel diritto civile italiano, il baratto viene classificato sotto la denominazione di permuta.

## Concetto
Il baratto è generalmente considerato la prima forma storica dello scambio commerciale di beni, e dunque, da considerarsi una fase ben anteriore alle forme di scambio monetario. Da Adam Smith in poi, gli economisti hanno ipotizzato che la moneta sia subentrata al baratto per superare il principale inconveniente di tale sistema di scambio, ossia la necessità di una doppia coincidenza dei bisogni: chi desidera un prodotto deve trovare una persona la quale sia possegga quel prodotto, sia abbia interesse a qualche prodotto che egli stesso possiede.
Tuttavia, nonostante sia radicata la considerazione del baratto come prima fase storica di economia commerciale, non vi è alcuna prova storica, antropologica o etnologica dell'esistenza di una società o di un'economia basate principalmente sul baratto. Al contrario le società non monetarie operavano largamente secondo il principio dell'economia del dono e del debito. Quando di fatto ci s'imbatte nel baratto, si tratta usualmente di scambi tra soggetti completamente estranei o probabili nemici. Storicamente sono documentati elaborati sistemi di credito, come quello dei Sumeri (3500 a.C.), in periodi molto anteriori alla prima coniazione di monete (800 a.C.)
Nel baratto il valore dei beni oggetto dello scambio viene considerato sostanzialmente equivalente fra le parti, senza ricorrere esplicitamente a un'unità di misura di valore monetario dei beni stessi. Il valore di equivalenza si raggiunge attraverso la considerazione qualitativa e quantitativa delle merci scambiate, secondo l'accordo delle parti, che talvolta può confidare negli usi, ma più spesso si richiama a ragioni fattuali di mutuo fabbisogno.
Anche nel baratto il valore delle merci scambiate corrisponde dunque al punto di incontro fra la domanda e l'offerta. Il baratto spesso può rivestire un valore educativo in quanto forma di circolazione o riciclo sostenibile di beni e di oggetti.

## Vari tipi di baratto
Si può distinguere tra baratto semplice (o baratto diretto), quando entrambe le parti desiderano procurarsi il bene o il servizio che ricevono in cambio del bene o del servizio ceduto, e baratto multiplo (o baratto indiretto), quando un soggetto cede un bene o un servizio ricevendone in cambio un altro bene o servizio che non desidera avere, ma che scambia per ottenere quanto desiderato (si dice che il bene ottenuto nello scambio è desiderato per il suo valore di scambio e non per il suo valore d'uso). Quest'ultimo è anche il caso in cui l'ottenimento del bene desiderato debba essere differito per ragioni di stagionalità o deperibilità.
Una forma speciale e specifica di baratto, è costituita dallo scambio di appartamenti nei periodi estivi, e dalle Reti di ospitalità mondiali; associazioni per lo più recenti nate negli ultimi anni, che offrono alloggio e pernottamento gratuito ai soci, o membri delle stesse.
Nel 2014 è stato introdotto il baratto amministrativo.

## Il baratto su Internet
Una forma di baratto sempre più popolare sul web, è detto "swapping", da swap, letteralmente scambio, ed è generalmente informale, in cui singoli o gruppi di persone si spediscono vestiari ed accessori, di valore comparabile, su base fiduciaria.
Negli ultimi anni si stanno affacciando su Internet portali o forum dedicati al baratto, molti dei quali completamente gratuiti, che offrono un servizio di scambio tra gli utenti e si ripropongono di diffondere lo spirito di tale modalità economica.
I beni scambiati sono i più svariati, dagli indumenti, ai DVD, ai CD musicali, ad ogni tipo di oggetto e gadget e possono essere già in possesso dei partecipanti allo swapping, acquistati appositamente o creati con svariate tecniche, spesso seguendo un tema predefinito. Esistono anche e-mail swap, nei quali in genere sono scambiate informazioni, opinioni o foto a tema.
Esistono applicazioni ad hoc per attivare azioni di baratto anche in modalità mobile.

## Swaplifting
Nel caso del baratto su internet, un partecipante scorretto può aderire ad uno swapping, e poi non completarlo, ricevendo qualcosa senza aver dato niente. Questa pratica è chiamata swaplifting, termine mutuato dall'inglese shoplifting. 
Una possibilità per evitare lo swaplifting è quella di rivolgersi ad un servizio neutrale su internet, oppure ai più importanti siti di baratto, che possono rimuovere dal sito l'account della persona che ha violato le regole oppure permettere alla parte lesa di rendere pubblico un feedback negativo.

## Real Consos
Il Real Consos è il termine che oggi, si utilizza per definire una transazione avvenuta sul web. Questo nuovo metodo di baratto online, ovvero multilaterale e differito nel tempo ha dato origine, come spesso accade nell'evoluzione linguistica, al calco di una parola nuova in questo caso ad nuovo concetto di espressione. Questo termine traducibile con "affare fatto"  si utilizza per accertare che una transazione diventi reale senza l'utilizzo della moneta.
Infatti a differenza del baratto tradizionale, Real Consos è la definizione di uno scambio di beni e servizi avvenuti online e senza l'utilizzo di moneta.

## Barter
Il barter o, corporate barter o barter trading, è una pratica commerciale praticata tra imprese per lo scambio multilaterale di beni o servizi. Si differenzia dal baratto poiché non è un puro scambio di merci bilaterale, ma un circuito gestito e regolato da un mediatore in cui molteplici imprese ad esso associate comprano beni e servizi disponibili nel circuito assumendo un debito (che non produce interessi) nei confronti del mediatore che compenseranno successivamente con la vendita di beni e servizi propri. La diffusione del barter nel mondo è in costante ed esponenziale crescita. Dagli ultimi dati rilevati nel 2006 si può constatare che sono oltre 1.000.000 le aziende che utilizzano questa forma di Business, nei soli USA l'industria del barter rappresenta un giro di affari di oltre $900 miliardi, equivalente al 2,9% dell'intero PIL nordamericano, con un incremento medio annuo degli scambi al 19% negli ultimi tre anni. In Italia il corporate barter viene portato per la prima volta dalla società di Brescia BexB nel 2001, che con oltre 2700 imprese affiliate e con oltre 250 milioni di Euro di valore di beni e servizi intermediati negli ultimi 12 anni resta ancora oggi il network di Barter più grande in Italia.